# رومان جاري
رومان جاري  (بالفرنسية: Romain Gary)‏ واسمه الحقيقي رومان كاسو، وهو دبلوماسي وروائي فرنسي يكتب باللغة الفرنسية والإنجليزية. وُلد في 8 مايو 1914 بجمهورية فيلنا ( الإمبراطورية الروسية) ويلنو (الجمهورية البولندية الثانية) بعد الحرب العالمية الأولى، اليوم فيلينيوس (ليتوانيا) . وتوفى في 2 ديسمبر 1980 (عن عمر يناهز 66 عاماً) بباريس.

## روابط خارجية
- رومان جاري على موقع IMDb (الإنجليزية)
- رومان جاري على موقع ميتاكريتيك (الإنجليزية)
- رومان جاري على موقع الموسوعة البريطانية (الإنجليزية)
- رومان جاري على موقع مونزينجر (الألمانية)
- رومان جاري على موقع ألو سيني (الفرنسية)
- رومان جاري على موقع ميوزك برينز (الإنجليزية)
- رومان جاري على موقع أول موفي (الإنجليزية)
- رومان جاري على موقع قاعدة بيانات برودواي على الإنترنت (الإنجليزية)
- رومان جاري على موقع قاعدة بيانات الأفلام السويدية (السويدية)
- رومان جاري على موقع إن إن دي بي (الإنجليزية)